# Distrito de San Martín (El Dorado)

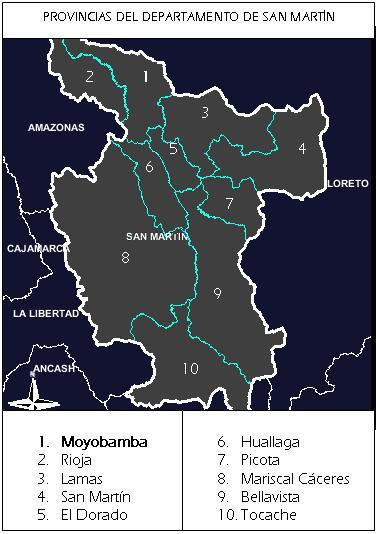
División política del Departamento de San Martín.

El distrito peruano de San Martín  es uno de los cinco distritos que conforman la Provincia de El Dorado en el Departamento de San Martín, perteneciente a la Región de San Martín  en el Perú.
Desde el punto de vista jerárquico de la Iglesia católica forma parte de la  Prelatura de Moyobamba, sufragánea de la Metropolitana de Trujillo y  encomendada por la Santa Sede a la Archidiócesis de Toledo en España.

## Geografía
La capital se encuentra situada a 750 m s. n. m.

## Geografía humana
En este distrito de la Amazonia peruana habita la etnia Quechua, grupo Quechua Lamista,  autodenominado Llacuash

## Historia
La formación del caserío Alao, se remonta a las últimas décadas del siglo XIX; pues en ellas participaron personas foráneas, provenientes de Tabalosos, en su afan de buscar la susbsistencia mediante la caza y la pesca, atraídos por la abundancia de animales y peces en las aguas del rio Alao.
Estas actividades motivaron viajes frecuentes hasta establecer pequeñas familias con el correr de los años.
Según la información recibida de algunos pobladores, cuenta que Balzapuertinos Jeberinos, procedentes de Yurimaguas de igual forma llegaron personas que gozaban de poderes (hechiseros) conocedores de los dominios de la naturaleza, ensayaban sus organismos para poder vencer los obstáculos, llamaban los ánimos o fuerzas de animales silvestres, que eran madres de los cerros.

### Primeros pobladores
Según la información oral recibida, el fundador de este pueblo fue el tabalosino Guillermo Fatama acompañado de la familia Arellano, aproximadamente el año de 1922.
Las autoridades al iniciarse como caserío fue agente Municipal Don Remigio Arellano, como Teniente Gobernador fue Don Emilio Rodríguez Vargas, la primera profesora fue la Sra. Ernestina Valera, natural de San José de Sisa.

### Distrito
En 1962 al crearse como distrito se desempeña como primer alcalde el Sr. Arquímedes Saboya Pisco, y como gobernador Armando Vásquez Tenazoa. El primer director y fundador del Colegio Túpac Amaru es Rolando Rafael Reategui Reategui.

## Etimología
Deriva del vocablo alao (expresión de lástima) conocidos por los lugareños como habla.
Según versión de curas franciscanos en afán de evangelizar visitaron estas tierras; los pobladores en lugar de darles buena acogida, los ataron para soltarlos en una balsa de topas aprovechando que el río Sisa aumentara su caudal, unos ancianos, de lástima al verlos bajar, dijeron "Alao estos curitas". Los curitas al escuchar esta expresión decidieron poner nombre de "Alao" a dicho lugar.
En la actualidad hay muchos otros caseríos después de alao, como lo son sinami, incaico, y etc de caseríos... que se han ido poblando debido al aumento de la tasa de natalidad y también a la inmigración por parte de campesinos de nuestra sierra peruana

## Economía
Las primeras actividades económicas de la comunidad era la caza, la pesca, la agricultura y posteriormente la ganadería.
Cabe remarcar que el café fue el producto que mantenía la economía.
La extracción de la madera caoba, fue otra actividad de mucha importancia para el mercado, las actividades artesanales cobraron auge por la necesidad de crear objetivos que cubren sus necesidades.